# Erica Campbell (Pornodarstellerin)

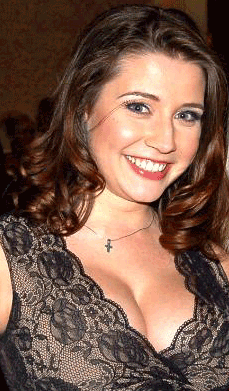
Erica Campbell (2006)

Erica Rose Campbell (* 12. Mai 1981 in Deerfield, New Hampshire) ist ein ehemaliges US-amerikanisches Nacktmodell und Softcore-Pornodarstellerin.

## Leben
Campbell war die Gewinnerin der Mystique Magazine Model Safari 2003 und wird auf vielen Websites wie Danni’s HotBox gezeigt. Sie war Modell des Jahres 2005 von Playboy Special Editions, Playboy.com's Cyber Girl of the Week in der ersten Woche im Juni 2006, Cyber Girl of the Month im Oktober 2006 und Penthouse Pet of the Month im April 2007.
Bei einer Größe von 1,65 m wog sie in ihrer aktiven Zeit 56 kg, ihre Maße waren 34D–25–36. Sie hat blaue Augen und braune Haare. Neben ihrer Modelkarriere engagierte sich Campbell aktiv für die Rehabilitation und Rettung von Tieren.
Am 11. Mai 2008 gab Erica Campbell überraschend ihren Ausstieg aus der Erotikbranche bekannt und erklärte, dass sie Jesus Christus als ihren Herrn akzeptiert habe.